# 생귤탱귤
생귤탱귤은 빙그레에서 2004년에 출시한 아이스크림이다. 100% 국산 감귤로 만든 아이스바로, 감귤의 신맛을 최대한 줄이고 달콤한 맛을 살린 게 특징이다. 또 감귤과즙 및 과육을 50% 이상 사용하여 아이스바 안에 감귤 알갱이가 생생하게 살아있다.

## 같이 보기
- 빙그레
- 아이스크림